# Campeonato Mundial de Piragüismo en Aguas Tranquilas de 1966
El VII Campeonato Mundial de Piragüismo en Aguas Tranquilas se celebró en Berlín Oriental (RDA) en el año 1966 bajo la organización de la Federación Internacional de Piragüismo (ICF) y la Federación de Piragüismo de la RDA.
Las competiciones se realizaron en el Canal de regatas Berlín-Grünau, ubicado sobre el río Dahme, en la parte sudeste de la capital alemana.

## Medallistas

### Femenino
| Evento   | Oro                                                                        | Plata                                                       | Bronce                                                               |
| -------- | -------------------------------------------------------------------------- | ----------------------------------------------------------- | -------------------------------------------------------------------- |
| K1 500 m | Liudmila Pinayeva URSS                                                     | Roswitha Esser RFA                                          | Anita Kobuß RDA                                                      |
| K2 500 m | Anita Kobuß Helga Mühlberg-Ulze RDA                                        | Mariya Shubina Antonina Seredina URSS                       | Katalin Benkő · Anna Pfeffer · Hungría                               |
| K4 500 m | Mariya Shubina Antonina Seredina Nadezhda Levchenko Liudmila Pinayeva URSS | Sigrid Kummer Roswitha Esser Irene Rozema Renate Breuer RFA | Anita Kobuß Helga Mühlberg-Ulze Käthe Pohland Karin Haftenberger RDA |

## Medallero
| Núm. | País           | Oro | Plata | Bronce | Total |
| ---- | -------------- | --- | ----- | ------ | ----- |
| 1    | URSS           | 6   | 3     | 4      | 13    |
| 2    | Rumania        | 5   | 1     | 1      | 7     |
| 3    | Hungría        | 3   | 3     | 5      | 11    |
| 4    | RFA            | 1   | 3     | 1      | 5     |
| 5    | RDA            | 1   | 0     | 3      | 4     |
| 6    | Dinamarca      | 0   | 2     | 0      | 2     |
| 7    | Checoslovaquia | 0   | 1     | 1      | 2     |
| 8    | Austria        | 0   | 1     | 0      | 1     |
| 8    | Noruega        | 0   | 1     | 0      | 1     |
| 8    | Suecia         | 0   | 1     | 0      | 1     |
| 11   | Países Bajos   | 0   | 0     | 1      | 1     |
|      | TOTAL          | 16  | 16    | 16     | 48    |